# Аппельманс, Сабин
Сабин Аппельманс (нидерл. Sabine Appelmans; р. 22 апреля 1972, Алст, Восточная Фландрия) — бельгийская профессиональная теннисистка, теннисный тренер и спортивный комментатор. Победительница 11 турниров WTA в одиночном и парном разрядах, капитан сборной Бельгии в Кубке Федерации в 2007—2011 годах.

## Спортивная карьера

### Начало игровой карьеры
В 11 лет Сабин Аппельманс по предложению Фламандской теннисной федерации поступила в теннисный интернат. Под руководством венгерского тренера девочка быстро набрала класс и в 15 лет уже стала чемпионкой Бельгии.
Свои первые матчи в профессиональных турнирах Сабин Аппельманс провела в 1987 году. Уже в августе этого года она выиграла в Коксейде (Бельгия) свой первый турнир ITF в парном разряде. В апреле 1988 года в Бари она впервые вышла в финал турнира ITF в одиночном разряде, после победы над 68-й ракеткой мира Марианой Перес-Рольдан, а на Открытом чемпионате Франции успешно преодолела квалификационный отбор и дошла до второго круга в основной сетке. В конце года её пригласили в сборную Бельгии в Кубке Федерации, где она принесла команде очки в матчах с соперницами из Австрии, Греции, Кореи и Великобритании.
С 1989 года Аппельманс регулярно участвовала в турнирах WTA. Первый серьёзный успех пришёл к ней в начале 1990 года, когда она вышла в финал турнира в Окленде, обыграв 17-ю ракетку мира Белинду Кордуэлл. Осенью в Фильдерштадте она второй раз за карьеру победила соперницу из Top-20 мирового рейтинга — австрийскую теннисистку Юдит Визнер. В начале 1991 года она вышла с итальянкой Рафаэллой Реджи в  четвертьфинал Открытого чемпионата Австралии после побед над 16-й и 8-й посеянными парами (в итоге их остановила первая пара турнира — Яна Новотна и Джиджи Фернандес), а вскоре после этого в Осло — в свой первый финал турнира WTA в парах. Позже в одиночном разряде она дошла на Открытом чемпионате Франции до четвёртого круга, проиграв только Штеффи Граф, а осенью в США завоевала первые два титула — сначала в Скоттсдейле, а затем в Нашвилле. В начале 1992 года она добавила к этим двум титулам третий — в Паттайе (Таиланд), а перед этим дошла до четвёртого круга и на Открытом чемпионате Австралии, уступив там четвёртой ракетке мира Мэри-Джо Фернандес. В 1992 году ей также удалось дойти до четвертьфинала олимпийского турнира в Барселоне, где она проиграла Граф — действующей олимпийской чемпионке и первой ракетке мира. В парах за 1991 и 1992 год она в общей сложности пять раз играла в финалах турниров WTA, в основном с Реджи. С ней она дошла до финала турнира II категории в Милане после победы над второй посеянной парой, а с Клаудией Порвик — до финала турнира этого же уровня в Эссене.
Успехи Аппельманс были высоко отмечены у неё на родине: в 1990 и 1991 годах она дважды признавалась в Бельгии «спортсменкой года».

### Пик игровой карьеры: 1994—1997
Новая серия успехов в карьере Аппельманс началась в 1994 году. За этот год она завоевала три титула — два в одиночном и один, первый в карьере, в парном разряде. По пути к победе на турнире в Линце она нанесла поражение десятой ракетке мира — Анке Хубер из Германии, а позже на турнире в Лос-Анджелесе — Яне Новотной, на тот момент восьмой в мире. Уже к середине апреля сама она вошла в число 20 сильнейших теннисисток мира. Она продолжала успешно выступать в одиночном разряде до 1997 года, записав за несколько лет на свой счёт победы над Кончитой Мартинес (третьей ракеткой мира в 1996 и пятой — в 1997 году), Брендой Шульц (десятой ракеткой мира в 1996 году) и Ивой Майоли (четвёртой ракеткой мира в 1997 году). В начале 1997 года она вышла в четвертьфинал Открытого чемпионата Австралии после победы над Кончитой Мартинес, а на Уимблдоне дважды дошла до четвёртого круга. Осенью 1997 года Аппельманс достигла в рейтинге рекордной для себя 16-й позиции.
В парном разряде серьёзное продвижение в рейтинге наметилось у Аппельманс после того, как её партнёршей стала нидерландка Мириам Ореманс. Уже в марте 1995 года они дошли до полуфинала на супертурнире в Майами после побед над двумя посеянными парами, проиграв только явным фавориткам — Наталье Зверевой и Джиджи Фернандес. На турнире в Страсбурге они обыграли по пути в финал вторую посеянную пару перед тем, как проиграть первой. Также первой посеянной паре они уступили на следующий год в Мадриде, а в Лейпциге, наоборот, обыграли посеянных первыми Ларису Нейланд и Гелену Сукову, а в финале проиграли второй паре турнира. В марте 1997 года им удалось дойти в Майами уже до финала, победив третью и восьмую посеянные пары, и остановили их лишь Зверева и Аранча Санчес-Викарио — на тот момент сильнейшая пара мира. В полуфинале Уимблдонского турнира, куда они попали после побед над шестой и третьей посеянными парами, на их пути снова стали Зверева и Джиджи Фернандес. В итоге к августу 1997 года Аппельманс и в парном разряде достигла высшей позиции за карьеру.
На лучшие годы карьеры Аппельманс приходится также участие в Олимпиаде в Атланте, где она проиграла Зверевой в первом круге одиночного турнира, а швейцаркам Мартине Хингис и Патти Шнидер — во втором круге в паре с Лоранс Куртуа. В эти годы она стала одним из игроков, которым удалось вывести сборную Бельгии сначала из I Европейско-африканской группы во II Мировую группу Кубка Федерации (причём именно она внесла решающий вклад в победу над командой Южной Кореи, принеся сборной Бельгии все три очка), а затем и в I Мировую группу — по дороге в которую она набрала по два очка в играх с командами Индонезии и ЮАР. В 1997 году Аппельманс помогла команде разгромить в первом матче I Мировой группы сборную Испании во главе с Аранчей Санчес, но в полуфинале не смогла ничего противопоставить соперницам из команды Франции — Александре Фусаи и Сандрин Тестю.

### Завершение игровой карьеры
После 1997 года, когда Сабин Аппельманс вышла замуж за своего тренера Сержа Обурдена, её успехи стали менее внушительными. Со сборной она не смогла удержаться в высшем эшелоне Кубка Федерации, а в индивидуальных турнирах впервые за восемь лет не сумела пробиться ни в один финал. В начале сезона ей ещё удалось дойти до полуфинала турнира в Ганновере после побед над десятой ракеткой мира Ириной Спырлей, а затем над Штеффи Граф, на тот момент третьей ракеткой мира. Но в дальнейшем она выбывала из борьбы уже на ранних этапах. В парном разряде они с Ореманс выиграли два турнира, включая турнир II категории в Париже в феврале, но, начиная с июля, наметился спад и в парном разряде, и они проиграли уже в первом или во втором круге в нескольких турнирах, где входили в число посеянных пар.
В 1999 году лучшим результатом Аппельманс стал выход в четвёртый круг Открытого чемпионата США. В следующем сезоне она дошла в парном разряде до двух последних финалов турниров WTA за карьеру, сумев выиграть один из них — у себя на родине в Антверпене, где её партнёршей была молодая Ким Клейстерс. В одиночном разряде ей удалось добраться до четвёртого круга на Уимблдоне, где она проиграла Винус Уильямс, а на Олимпиаде в Сиднее, где она была посеяна под 16-м номером, ей преградила путь в третьем круге седьмая ракетка турнира — южноафриканка Аманда Кётцер. Открытый чемпионат Австралии 2001 года стал последним турниром в её игровой карьере. К этому моменту она была уже на третьем месяце своей первой беременности. Свой последний матч в сборной она провела в 1999 году, установив рекорды команды по количеству проведённых сезонов, матчей, игр и побед (суммарно и в одиночном разряде).

## Участие в финалах турниров WTA за карьеру (26)
| Легенда           |
| ----------------- |
| Большой шлем (0)  |
| Чемпионат WTA (0) |
| I категория (1)   |
| II категория (6)  |
| III категория (7) |
| IV категория (8)  |
| V категория (4)   |

### Одиночный разряд (12)

#### Победы (7)
| №  | Дата        | Турнир                           | Покрытие | Соперница в финале | Счёт в финале   |
| -- | ----------- | -------------------------------- | -------- | ------------------ | --------------- |
| 1. | 28 окт 1991 | Скоттсдейл, Аризона, США         | Хард     | Чанда Рубин        | 7-5, 6-1        |
| 2. | 4 ноя 1991  | Нашвилл, США                     | Хард (i) | Катрина Адамс      | 6-2, 6-4        |
| 3. | 13 апр 1992 | Паттайя, Таиланд                 | Хард     | Андреа Стрнадова   | 7-5, 3-6, 7-5   |
| 4. | 7 фев 1994  | Линц, Австрия                    | Ковёр    | Майке Бабель       | 6-1, 4-6, 7-63  |
| 5. | 11 апр 1994 | Паттайя (2)                      | Хард     | Патти Фендик       | 6–75, 7–65, 6–2 |
| 6. | 24 апр 1995 | Открытый чемпионат Хорватии, Бол | Грунт    | Сильке Майер       | 6-4, 6-3        |
| 7. | 26 фев 1996 | Линц (2)                         | Ковёр    | Жюли Алар-Декюжи   | 6-2, 6-4        |

#### Поражения (5)
| №  | Дата        | Турнир                           | Покрытие | Соперница в финале | Счёт в финале |
| -- | ----------- | -------------------------------- | -------- | ------------------ | ------------- |
| 1. | 29 янв 1990 | Окленд, Новая Зеландия           | Хард     | Лейла Месхи        | 1-6, 0-6      |
| 2. | 8 апр 1991  | Открытый чемпионат Японии, Токио | Хард     | Лори Макнил        | 6-2, 2-6, 1-6 |
| 3. | 6 апр 1992  | Открытый чемпионат Японии (2)    | Хард     | Кимико Датэ        | 5-7, 6-3, 3-6 |
| 4. | 18 окт 1993 | Будапешт, Венгрия                | Ковёр    | Зина Гаррисон      | 5-7, 2-6      |
| 5. | 21 апр 1997 | Будапешт (2)                     | Хард     | Аманда Кётцер      | 1-6, 3-6      |

### Парный разряд (14)

#### Победы (4)
| №  | Дата        | Турнир                  | Покрытие | Партнёр        | Соперница в финале             | Счёт в финале    |
| -- | ----------- | ----------------------- | -------- | -------------- | ------------------------------ | ---------------- |
| 1. | 14 фев 1994 | Париж, Франция          | Ковёр    | Лоранс Куртуа  | Мари Пьерс Андреа Темешвари    | 6-4, 6-4         |
| 2. | 9 фев 1998  | Париж (2)               | Ковёр    | Мириам Ореманс | Анна Курникова Лариса Нейланд  | 1-6, 6-3, 7-63   |
| 3. | 15 июн 1998 | Хертогенбос, Нидерланды | Трава    | Мириам Ореманс | Кэтэлина Кристя Ева Мелихарова | 6–74, 7–66, 7–65 |
| 4. | 15 мая 2000 | Антверпен, Бельгия      | Грунт    | Ким Клейстерс  | Петра Рампре Дженнифер Хопкинс | 6-1, 6-1         |

#### Поражения (10)
| №   | Дата        | Турнир                | Покрытие | Партнёр           | Соперница в финале                    | Счёт в финале |
| --- | ----------- | --------------------- | -------- | ----------------- | ------------------------------------- | ------------- |
| 1.  | 4 фев 1991  | Осло, Норвегия        | Ковёр    | Рафаэлла Реджи    | Клаудиа Коде-Кильш Сильке Майер       | 6-3, 2-6, 4-6 |
| 2.  | 30 сен 1991 | Милан, Италия         | Ковёр    | Рафаэлла Реджи    | Сэнди Коллинз Лори Макнил             | 6-70, 3-6     |
| 3.  | 15 июн 1991 | Сан-Хуан, Пуэрто-Рико | Хард     | Камилла Бенджамин | Флоренсия Лабат Рика Хираки           | 3-6, 3-6      |
| 4.  | 3 фев 1992  | Эссен, Германия       | Ковёр    | Клаудиа Порвик    | Катерина Малеева Барбара Риттнер      | 5-7, 3-6      |
| 5.  | 4 фев 1992  | Чезена, Италия        | Ковёр    | Рафаэлла Реджи    | Катрин Сюир Катрин Танвье             | без игры      |
| 6.  | 22 мая 1995 | Страсбург, Франция    | Грунт    | Мириам Ореманс    | Линдсей Дэвенпорт Мэри-Джо Фернандес  | 2-6, 3-6      |
| 7.  | 20 мая 1996 | Мадрид, Испания       | Грунт    | Мириам Ореманс    | Яна Новотна Аранча Санчес-Викарио     | 6-74, 2-6     |
| 8.  | 30 сен 1996 | Лейпциг, Германия     | Ковёр    | Мириам Ореманс    | Кристи Богерт Натали Тозья            | 4-6, 4-6      |
| 9.  | 30 сен 1997 | Майами, США           | Ковёр    | Мириам Ореманс    | Наталья Зверева Аранча Санчес-Викарио | 2-6, 3-6      |
| 10. | 3 янв 2000  | Голд-Кост, Австралия  | Хард     | Рита Гранде       | Жюли Алар-Декюжи Анна Курникова       | 3-6, 0-6      |

## Дальнейшая карьера
Хотя основное время Сабин Аппельманс уходит на воспитание двух сыновей, Оби и Арно, она работает комментатором на бельгийском телевидении. Она начала сотрудничать с каналом VRT уже в марте 2001 года, сразу по окончании игровой карьеры. В 2007 году она стала капитаном сборной Бельгии в Кубке Федерации. Она занимала этот пост до октября 2011 года, когда её сменила Анн Деврие.